# Abdullah al-Hamid

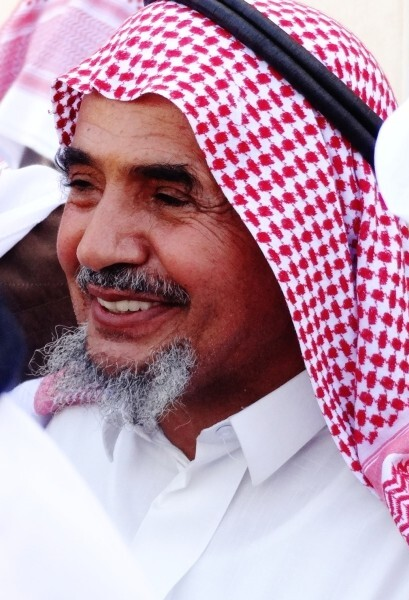
Abdullah al-Hamid (2012)

Abdullah Hamid Ali al-Hamid (arabisch عبد الله حامد علي الحامد; geb. 12. Juli 1950 in Buraida; gest. 24. April 2020 in Riad), auch bekannt als Abu Bilal war ein saudischer Dichter, Arabist, Menschenrechtsaktivist. Er war Mitbegründer der Saudi Civil and Political Rights Association (ACPRA).

## Akademische Karriere
Abdullah al-Hamid kam 1950 in Buraida zur Welt. Er schloss sein Arabistik-Studium 1971 an der Universität in Riad ab. Im Anschluss promovierte er an der Al-Azhar in Kairo im Bereich Literatur-Kritizismus.
Er arbeitete als Professor für zeitgenössische Literatur an der Islamischen Universität Imam Muhammad ibn Saud in Riad. Daneben war er als Schriftsteller tätig.

## Bürgerrechtliches Engagement
Er beschäftigte sich auch mit den Menschenrechten und der Unabhängigkeit der Justiz und setzte sich für eine Änderung der Staatsform hin zu einer konstitutionellen Monarchie ein. 1993 war er einer von sechs Gründern des Committee for the Defence of Legitimate Rights (CDLR). Er wurde für sein Bürgerrechtsengagement seit 1993 immer wieder strafrechtlich verfolgt und allein bis 1996 dreimal verhaftet. Schließlich wurde er wegen seines Aktivismus entlassen.
Im Mai 2005 wurde Abdullah al-Hamid wegen „Dissens und Ungehorsam gegenüber dem Herrscher“ zu sieben Jahren Gefängnis verurteilt, nachdem er zu Reformen aufgerufen hatte. Er wurde begnadigt und am 8. August 2005 freigelassen.
Im Jahr 2008 verbüßte al-Hamid eine viermonatige Haftstrafe wegen „Aufwiegelung zum Protest“, nachdem er eine Demonstration von Frauen unterstützt hatte, die gegen die Inhaftierung von Angehörigen protestiert hatten. 2009 gründete al Hamid mit zehn anderen Bürgerrechtlern die Menschenrechtsorganisation Saudi Civil and Political Rights Association (ACRPA).

## Gerichtsverfahren 2012/2013

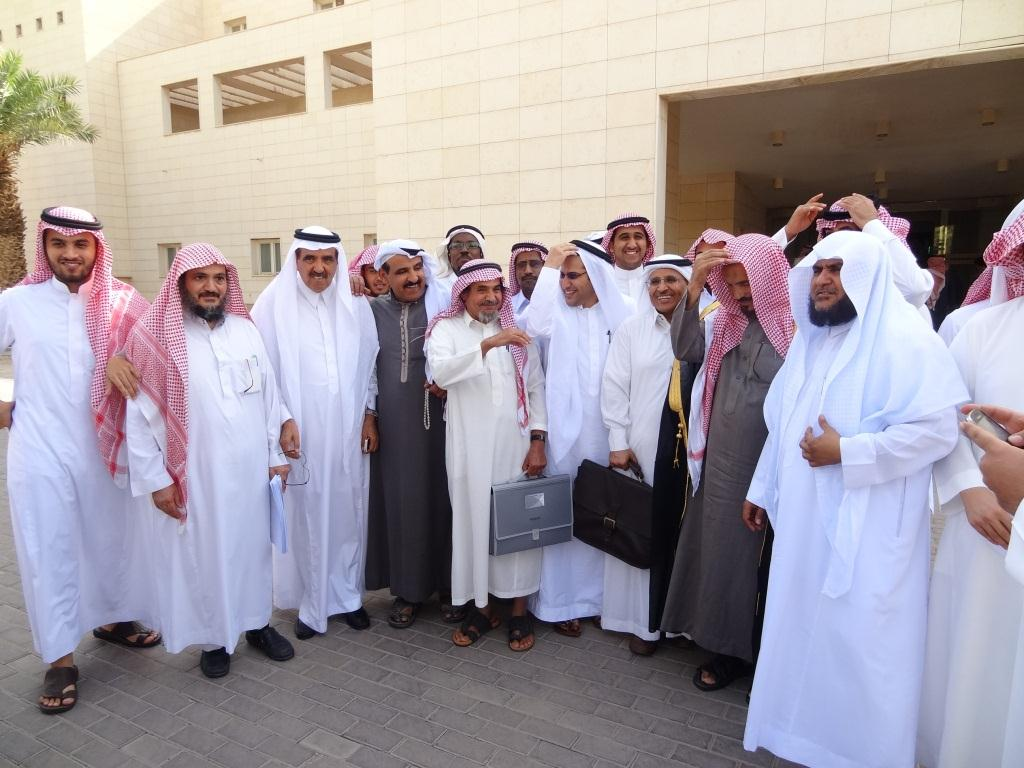
ACPRA-Mitglieder während des Prozesses 2022

2012 wurde Abdullah al-Hamid zusammen mit Mohammad al-Qahtani vor ein Sonderstrafgericht zitiert. Die Anklage gegen al-Hamid lautete auf „Verbreitung von Chaos, Destabilisierung der öffentlichen Ordnung, Versuch, die Entwicklung des Landes zu behindern und Infragestellung der Integrität der Geistlichkeit, durch den Vorwurf, Handlanger der königlichen Familie zu sein“. Am 9. März 2013 wurde al-Hamid zu einer fünfjährigen Haftstrafe verurteilt sowie zur Verbüßung von sechs Jahren einer früheren Haftstrafe, von der er 2005 von König Abdullah begnadigt worden war. Mohammad al-Qahtani wurde in demselben Prozess zu 10 Jahren Haft verurteilt. Das Gericht ordnete außerdem an, die ACRPA zu schließen, ihre Gelder zu beschlagnahmen und ihre sozialen Medien zu schließen.
Abdulaziz al-Hussan, der Mohammad al-Qahtani und Abdullah al-Hamid verteidigte, wurde im Frühjahr 2013 verhaftet und verhört, kurz nachdem er auf Twitter über die Haftbedingungen seiner Mandanten berichtet hatte. Al-Hussan ignorierte ein Ausreiseverbot und ging in die USA ins Exil, wo er als Gastwissenschaftler am Center for Constitutional Democracy der Indiana University arbeitete.

## Internationale Reaktion
Am 7. September 2012 rief Amnesty International dazu auf, die Anklage gegen al-Hamid und Mohammad al-Qahtani fallen zu lassen, da der Fall „ausschließlich auf ihrer legitimen Arbeit zur Verteidigung der Menschenrechte in Saudi-Arabien und ihrer Kritik an den Behörden“ beruhe. Die Organisation rief zu einer Briefkampagne an die Büros des saudischen Königs und des Innenministers auf.

## Tod
Im Januar 2020 wurde bei al-Hamid, der an Bluthochdruck litt, die Indikation für eine Herzoperation festgestellt, aber die Gefängnisbehörden sollen diese abgelehnt haben. Am 9. April 2020 wurde al-Hamid nach einem Schlaganfall ins Koma versetzt und auf die Intensivstation verlegt, wofür Amnesty International seine Freilassung forderte. Ohne dass die Haft ausgesetzt worden wäre, starb al-Hamid am 24. April 2020 im Alter von 69 Jahren. In zeitlichem Zusammenhang mit dem Tod von al-Hamid gaben die saudischen Behörden bekannt, dass Auspeitschungen künftig nicht mehr zur Bestrafung Verurteilter verordnet werden sollten.

## Auszeichnungen
2018 wurde Abdullah al-Hamid gemeinsam mit seinen saudischen Mitstreitern Mohammed Fahad al-Qahtani (* 1965) und Walid Abu al-Chair (* 1979) für „ihre visionären und mutigen, von universellen Menschenrechtsprinzipien geleiteten Bemühungen um eine Reform des totalitären politischen Systems in Saudi-Arabien“ mit dem Right Livelihood Award ausgezeichnet.